# Живоинович, Ана
Ана Живоинович (до 2019 — Лазаревич; серб. Ана Живојиновић, р. 4 июля 1991, Валево, СР Сербия, СФРЮ) — сербская волейболистка.

## Клубная карьера
- 2004—2008 —  «Србиянка» (Валево);
- 2006—2012 —  «Визура» (Белград);
- 2012—2013 —  «Бешикташ» (Стамбул);
- 2013—2014 —  «АСПТТ Мюлуз» (Мюлуз);
- 2015—2017 —  «Олимпиакос» (Пирей);
- 2017—2018 —  «Бейликдюзю» (Стамбул);
- 2018—2019 —  «Альба-Блаж» (Блаж);
- с 2019 —  «Олимпиакос» (Пирей).

## Достижения

### Со сборнымиСербии
- бронзовый призёр Гран-при 2011.
- Чемпионка Европы 2011.
- победитель розыгрыша Евролиги 2011.

### С клубами
- серебряный (2011) и бронзовый (2012) призёр чемпионатов Сербии.
- серебряный призёр Кубка Сербии 2011.
- двукратная чемпионка Греции — 2016, 2017.
- двукратный победитель розыгрышей Кубка Греции — 2016, 2017.
- чемпионка Румынии 2019.
- победитель розыгрыша Кубка Румынии 2019.

- серебряный призёр розыгрыша Кубка Европейской конфедерации волейбола 2019.
- серебряный призёр розыгрыша Кубка вызова ЕКВ 2017.

### Индивидуальные
- 2017: MVP Кубка Греции.